# استان ایلام
استان ایلام با مساحت ۲۰٬۱۳۳ کیلومتر مربع، بیست و دومین استان ایران از نظر وسعت به‌شمار می‌رود. مختصات جغرافیایی استان ایلام ۳۳٫۶۳۸۵۳۱°شمالی ۴۶٫۴۲۲۶۴۹° شرقی می‌باشد. استان ایلام در  جنوب غرب ایران در سلسله جبال زاگرس واقع است و از غرب با کشور عراق از جنوب با استان خوزستان، از شرق با استان لرستان و از شمال با استان کرمانشاه همسایه است و دارای ۴۲۵ کیلومتر مرز مشترک با کشور عراق است.
استان ایلام به همراه استان خوزستان دارای طولانی‌ترین مرز بین‌المللی با کشور عراق است.

## نام‌گذاری

### وجه تسمیه
بسیاری بر این عقیده اند که ایلام به معنی کوهستان می‌باشد که اشاره به کردها دارد. در سوره فتح آیه ۱۶ کتاب قرآن خداوند از محمد  می‌خواهد به سوی قومی جنگجو و پر قدرت بروند. ابوهریره درباره این آیه میگوید:اینها کردها هستند,کردهایی که روی تپه ها زندگی می کردند و یا از تپه ها بالا می رفتند. همچنین ابن عمر(عبدالله پسر عمر) از زبان ابوهریره نقل کرده است که:''شما با قومی جنگ می کنید که کفش هایشان از پوست دامهایشان درست شده است.
نام این منطقه، پس از حمله اسکندر مقدونی، ماسبذان و مهرگان‌کذک بوده‌است. از سده سیزدهم قمری تا دوره رضاشاه به این ناحیه پشتکوهِ لرستان می‌گفتند. پس از شکست مسلحانه والیان و ایل‌های کرد و ایل‌های لر و قدرت یافتن حکومت مرکزی در شهریور ۱۳۰۷ ه‍.ش در زمان پادشاهی رضاشاه به موجب تصویب‌نامهٔ هیئت وزیران و به منظور یادآوری عظمت و شکوه تمدن ایلام باستان، نام روستای حسین‌آباد، به ایلام تغییر یافت و این روستا به عنوان شهر ایلام انتخاب شد. منطقه تمدن باستانی ایلام در استان‌های فارس و خوزستان امروزی تمرکز داشت اما احتمال دارد که تصمیم دوران رضاشاه برای نام‌گذاری استان ایلام به این موضوع برمی‌گردد که منطقه پشتکوه نیز در دوره‌هایی بخشی از ناحیه ایلام باستان بوده‌است.
ایلام شکلی نادرست از واژه سامی عیلام به معنای جای بلند و منطقهٔ کوهستانی است. که پرهیز از حرف «ع» عربی در این تغییر املا تأثیر داشته‌است.

## تقسیمات استانی
استان ایلام دارای دوازده شهرستان به این شرح است:
1. شهرستان چرداول
2. شهرستان سیروان
3. شهرستان ایوان
4. شهرستان ملکشاهی
5. شهرستان مهران
6. شهرستان بدره
7. شهرستان آبدانان
8. شهرستان دره‌شهر
9. شهرستان دهلران
10. شهرستان هلیلان
11. شهرستان ایلام
12. شهرستان چوار

این شهرها از سال ۱۳۱۶ ه‍.ش در تقسیمات کشوری، ایلام بخشی از استان پنجم یعنی کرمانشاهان گردید.
در سال ۱۳۴۳ ه‍.ش محدوده کنونی استان ایلام به عنوان فرمانداری کل شامل شهرستان‌های ایلام، دره‌شهر، دهلران و مهران بخشی از استان کرمانشاه به تصویب هیئت وزیران رسید.
در فروردین ۱۳۵۳ ه‍.ش پس از تصویب هیئت وزیران فرمانداری کل ایلام شامل فرمانداری‌های ایلام، بدره, مهران و دهلران به استان ایلام تبدیل شد.
در سال‌های بعد به ترتیب فرمانداری‌های شیروان و چرداول، آبدانان، ایوان، ملکشاهی و سیروان در پیکره سرزمینی استان ایلام ایجاد شدند.
نقاط شهری استان ایلام عبارت‌اند از: 
1. آبدانان
2. آسمان آباد
3. ارکواز
4. ایلام
5. ایوان
6. بدره
7. پهله
8. توحید
9. چوار
10. دره‌شهر
11. دهلران
12. سرابله
13. صالح آباد
14. لومار
15. مورموری
16. موسیان
17. مهران
18. میمه
19. ماژین
20. شباب
21. بلاوه
22. جعفرآباد (ایلام)

در مهر ماه سال ۱۳۹۱ ه‍.ش شیروان و چرداول، در، تقسیمات کشوری در ایران به دو شهرستان، شیروان و چرداول، به مرکزیت سرابله، و سیروان به مرکزیت لومار، تقسیم شد و همچنین در تیر ماه سال ۱۳۹۲ با مصوبه هیئت دولت شیروان چرداول رسماً، به نام چرداول تغییر نام یافت و بخش بدره از شهرستان دره شهر جدا گردید و به شهرستان بدره ارتقاء یافت. در دی ماه ۱۳۹۸، هلیلان نیز از چرداول انتزاع یافت و مستقل شد.

## اقلیم
ایلام در ناحیه‌ای کوهستانی و نیمه‌گرم و نیمه‌مرطوب قرار گرفته‌است. این استان از استان‌های جنگلی ایران است. شمال استان دارای اقلیم کوهستانی و زمستان‌هایی سرد است اما در جنوب این استان دشت‌های وسیع وجود دارد با تابستان‌هایی گرم. شاخص گردشگری استان ایلام در طول سال دارای تنوع زیادی است به گونه‌ای که در فصل گرم سال مناطق شمالی استان از نظر اقلیمی دارای وضعیت مطلوب و مناسب است و در فصل سرد سال این روند تغییر می‌یابد و مناطق جنوبی استان در این موقع از سال از شرایط اقلیمی مطلوب برخوردارشده ومناطق شمالی استان شرایط نامناسب اقلیمی را تجربه می‌کند. در مجموع ماه‌های مارس، آوریل، می، اکتبر و نوامبر استان ایلام شرایط مساعدتری برای جذب گردشگر دارد.

## جغرافیا
استان ایلام در غرب ایران قرار دارد و با وسعت ۲۰٬۱۳۳ کیلومتر مربع و ۱٫۲ درصد مساحت، بیست و دومین استان ایران از نظر وسعت محسوب می‌شود. این استان به غیر از نواحی جنوب غربی آن، مشتمل بر کوهستان‌های بسیار رفیع و در هم تنیده‌ای است که از چین‌خوردگی‌های متعدد و موازی تشکیل شده‌است. وسعت این کوهستان‌ها در شرق و شمال شرق ایلام چنان بزرگ است که مجالی به ایجاد دشت‌های میان کوهی نداده‌است. این رشته‌کوه‌ها عموماً از شمال غربی به سوی جنوب شرقی امتداد یافته‌اند.

### ناهمواری‌ها
ناهمواری‌های استان در قسمت‌های شمال و شمال شرقی با دامنه‌های پرشیب و مرتفع و دشت‌های میان‌کوهی کم‌وسعت دیده می‌شود و در قسمت‌های جنوب و جنوب غرب به صورت دشت‌های باز و پهناور است. بیش از هفتاد درصد استان کوهستانی است. چین‌خوردگی‌های استان، موازی، منظم و جنس آن‌ها رسوبی و بیشتر از نوع آهک و گچ است. در شمال و شمال شرق استان می‌توان کوه‌ای مانشت، سیوان، قلارنگ و کوه قلاجه، لنه و چرمین را نام برد.

### کوه‌ها
1. سلسله ارتفاعات کبیرکوه
2. ارتفاعات دینارکوه، اناران، سیاه کوه
3. رشته کوه‌های کم ارتفاع مرزی غرب پشتکوه مشرف بر دشت‌های بین‌النهرین
4. ارتفاعات مانشت کوه و رنو مسلط بر دشت ایوان[۳۱]

کبیرکوه یکی از ارتفاعات مهم پشتکوه با سیطره‌ای عظیم از سمت جنوب به جلگه خوزستان ختم می‌شود. بلندترین قلهٔ آن، «کان صیفی در منطقهٔ ورزرین» نام دارد که ۳٬۰۶۲ متر ارتفاع دارد قسمتی از دامنه‌های کوه مذکور دارای جنگل‌هایی است که غالب درختان آن را بلوط تشکیل می‌دهد. دامنه‌های شرقی کبیرکوه با شیب تند، و در دره‌های ژرف و پرآب به رود سیمره منتهی می‌شود و دامنه‌های غربی آن که مشرف به نواحی مرزی ایران و عراق را تشکیل می‌دهند؛ دارای منابع نفتی و ذخایر زیرزمینی فراوان است. رشته‌ݥکوه کبیرکوه در محل به نام «کور» یا «کور» معروف است. این رشته‌کوه یکی از بزرگ‌ترین و منظم‌ترین کوه‌های زاگرس غربی است. طول این رشته‌کوه در حدود ۱۶۰ کیلومتر و عرض آن بین ۶ الی ۷ کیلومتر است. این کوهستان مانند دیواری عظیم در سراسر منطقهٔ پشتکوه در جهت شمال غرب- جنوب شرق امتداد یافته‌است.
از دیگر ارتفاعات استان «دینارکوه» بین آبدانان و دهلران واقع شده و به موازات کبیرکوه امتداد یافته‌است و بلندترین نقطهٔ آن ۲٬۶۰۰ کیلومتر از سطح دریا ارتفاع دارد. کوه‌های دیگر استان ایلام در شمال و شرق استان عبارتند از:
رنو و شره زول بین ایوان و چوار، کوه بانکول بین ایوان و چرداول، قلهٔ مانشت بین ایلام، کارزان و ایوان، کوه‌های بایه، نسار بلالر (بالارِ)، تالوار (تل وال)، سرخ‌گیری (سیورگیری)، ساج گوربی (ساج اَو گِل بیو) در شهرستان ایوان، سیوان کوه بین شیروان و بدره، کوه لِنه و چرمین بین چرداول و رشته‌کوه‌های زردلان و هلیلان و رشته‌کوه مرتفع قلاجه بین استان ایلام و کرمانشاه واقع شده‌است.
کوه‌های غرب و جنوب غربی استان ایلام عبارتند از:
کوه‌های کوِلگ، سیاه‌کوه، نخجیرکوه، کوه سرخ، انجیرکوه، تونه کوه، کوه‌های بولی، میمک، اناران بی‌وره، پشمین در ملکشاهی، خوشادل در ملکشاهی، بلوطستان (بَلستان)، کوه دنه و کاسه ماس.
بین مرز ایران و عراق در استان ایلام رشته‌کوه‌های کم ارتفاع حمرین (همرین) واقع شده‌است که از بهرام‌آباد در مهران آغاز می‌شود و تا جلگه خوزستان ادامه دارد.
کوه قلاقیران واقع در مسیر ایلام به چوار در منطقهٔ جنگلی ششدار قرار دارد که شاعران محلی در اشعار خود از آن به عنوان کوهی نمادین یاد می‌کنند.

### دشت‌های استان ایلام
استان ایلام علاوه بر کوهستان‌های مذکور که محل چرای عشایر منطقهٔ استان ایلام و بعضی از استان‌های همجوار هستند دارای دشت‌های وسیع و حاصلخیزی چون دشت عباس، دشت موسیان، دشت دهلران، دشت مهران (گرمسیر)، دشت هلیلان و دشت ایوان است که به شکل لوزی واقع شده و دارای خاک حاصلخیزی است. دشت‌های چالاب، محسن‌آباد، امیرآباد، گُلان، صالح‌آباد، آسمان‌آباد و دره‌شهر از دیگر دشت‌های مهم این استان هستند که علاوه بر رونق کشاورزی دارای تپه‌های باستانی بوده و آثار تاریخی زیاد و گورهای قدیمی در این منطقه فراوان یافت می‌شود که بیان‌گر وجود کانون‌ها و اجتماع جوامع بشری در این استان بوده‌است.

### رودخانه‌های ایلام
به علت کوهستانی بودن استان ایلام و ریزش‌های مناسب برف و باران، رودخانه‌های کوچک و بزرگی در این ناحیه جریان دارند که منبعی برای آبیاری زمین‌های زراعی و سدسازی و آب آشامیدنی استان هستند. بیشتر آن‌ها از کبیرکوه سرچشمه می‌گیرند که دو دسته‌اند:
۱- رودخانه‌هایی که از رشته‌کوه کبیرکوه و دیگر ارتفاعات این استان سرچشمه می‌گیرند و به سوی خاک عراق در غرب استان در جریان هستند که علاوه بر آبیاری زمین‌های کشاورزان منطقه، وارد مرز عراق شده و اراضی مندلی و بدره و زرباطیه و عماره در عراق را آبیاری می‌سازند. مسدود کردن آب این رودخانه‌ها در دوران قاجارها و پهلوی و پیشگیری از جاری شدن آن‌ها به خاک امپراتوری عثمانی و عراق امروزی، باعث تنش‌ها و زد و خوردهایی بین بومیان محلی با عثمانیان و عراقی‌ها شده بود که در نهایت موجب دخالت دولت‌های طرفین در ماجرا گردیده‌است.
مهم‌ترین رودهایی که از ارتفاعات ایلام سرچشمه می‌گیرند و به سوی خاک عراق جریان دارند عبارتند از رودخانه «گنگیر» (Gangir) که از محلی به نام سراب ایوان و از کوه‌های شره زول و مانشت سرچشمه می‌گیرد و پس از پیوستن شعبات فرعی، دشت ایوان را آبیاری می‌سازد و با پیچ و خم‌های زیاد و زیبایی خاصی به طرف سومار جریان می‌یابد و آن گاه وارد خاک عراق شده و به شهر مندلی عراق وارد می‌شود. فریا استارک در کتاب خود از ماهی‌های درشت اندام این رودخانه یاد کرده‌است.
یکی دیگر از رودخانه‌های این حوزه رود «کنجان چم» است که از ارتفاعات کبیرکوه سرچشمه می‌گیرد و پس از عبور از امیرآباد و مهران، وارد خاک عراق می‌شود. رودخانه» چنگوله» از ارتفاعات کبیرکوه سرچشمه می‌گیرد و پس از آبیاری اراضی مسیر خود، وارد خاک عراق شده و منطقهٔ «باع شاهی» عراق را در بر می‌گیرد. رودهای دیگر چون «دویریچ» و رودخانهٔ «میمه» و «چیغاب» و «گدارخوش» پس از مشروب ساختن اراضی کشاورزی در مسیر خود، وارد خاک عراق می‌شوند.
۲- رودخانه‌های حوضه آبریز رودخانه کرخه که از ارتفاعات شرق و شمال شرق کبیرکوه سرچشمه گرفته و به سوی شمال و شرق کبیرکوه در جریان هستند، و این رودخانه‌ها اکثراً پس از طی مسافت کوتاهی وارد رودخانهٔ پرآب «سیمره» [صیمره] در شرق کبیرکوه و شرق استان ایلام می‌شوند.
رودخانه‌هایی که از کبیرکوه و سایر کوه‌های شرق و شمال شرقی ایلام سرچشمه می‌گیرند و شعبات اصلی رودخانه سیمره در ایلام را تشکیل می‌دهند عبارتند از: رودهای «چزمان»، «چناره»، «شیروان و چرداول» آب «شیخ مکان»، «رود سیکان»، «آب زنگوان».
مهم‌ترین و پر اّب‌ترین رودخانهٔ ایلام، سیمره است که اسم قدیم آن «اوکنو» یا «اوقنو» و نزد یونانیان «کواسپس» یا خئوپس بوده که سرچشمهٔ این رودخانه دامنه‌های غربی کوه الوند در استان همدان و منطقهٔ نهاوند است که با نام «گاماسپ» و پس از عبور از کنگاور، صحنه و بیستون به کرمانشاه می‌رسد و در آن‌جا با دریافت شعبه قره‌سو در شمال شرقی ایلام وارد استان می‌شود و پس از عبور از شرق ایلام با نام «سیمره» با جهتی شمال شرقی، به جنوب غربی مرز استان ایلام و استان لرستان را تشکیل می‌دهد و در منطقهٔ «پلدختر» با دریافت شعبه مهم «کشکان» وارد استان خوزستان می‌شود و از آن پس «کرخه» نام می‌گیرد. به‌طور کلی ۱۳ رودخانه با ظرفیت ۱٫۸ میلیارد متر مکعب آب در سال در حوزهٔ جغرافیایی استان ایلام وجود دارد.

### آبشارها
دراستان ایلام تعداد محدودی آبشار وجود دارد که هر کدام فضای طبیعی دلنشینی را ایجاد کرده‌اند؛ که با وجود محدودیت و سختی دسترسی به آن‌ها جاذب جمعیت هستند. ازجمله این آبشارها می‌توان به آبشار هفت آسیاب و ماربره در دره‌شهر اشاره نمود.

### پوشش گیاهی
ایلام به‌جهت قرار گرفتن در دامنه‌های غربی رشته‌کوه زاگرس از لحاظ پوشش گیاهی، تحت تأثیر آب و هوای منطقه و میزان ریزش‌های جوی قرار دارد و بدین سبب در مناطق کوهستانی و ارتفاعات شمال، شمال غربی، شمال شرقی و نواحی کبیرکوه دارای پوشش گیاهی مناسبی است. این جنگل‌ها عمدتاً جزو جنگل‌های مناطق خشک و نیمه خشک رشته کوه زاگرس است. وسعت جنگل‌های ایلام حدود ۵۰۰ هزار هکتار برآورد می‌شود. این جنگل‌ها از گونه‌های مختلف شامل: درختان بلوط - که بیشترین پوشش گیاهی را در استان تشکیل می‌دهد -، بنه یا پسته کوهی، انجیر کوهی، گیلاس وحشی [بِلالیوک]، زالزالک و … تشکیل شده‌است. جنگل‌ها و مراتع استان به‌دلیل پیشگیری از فرسایش، جذب رطوبت، تأمین نیازهای سوختی، ایجاد تعادل در طبیعت، ایجاد مکانی مناسب برای تعادل وحوش و نیز استفاده‌های دارویی، صنعتی و خوراکی و مسائل زیست‌محیطی استعداد فراوانی دارند.
مراتع استان ایلام یک میلیون و ۱۶۴ هزار هکتار است که نیمی از مراتع استان از نظر پوشش گیاهی فقیر و نیم دیگر متوسط و غنی هستند.
موقعیت:

## نماد استان ایلام

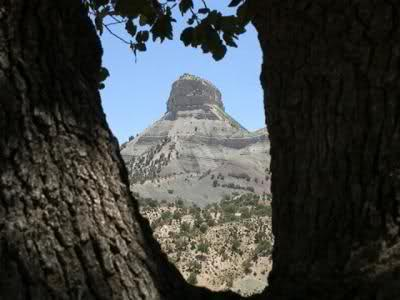
کوه قلاقیران

### گروه‌های قومی

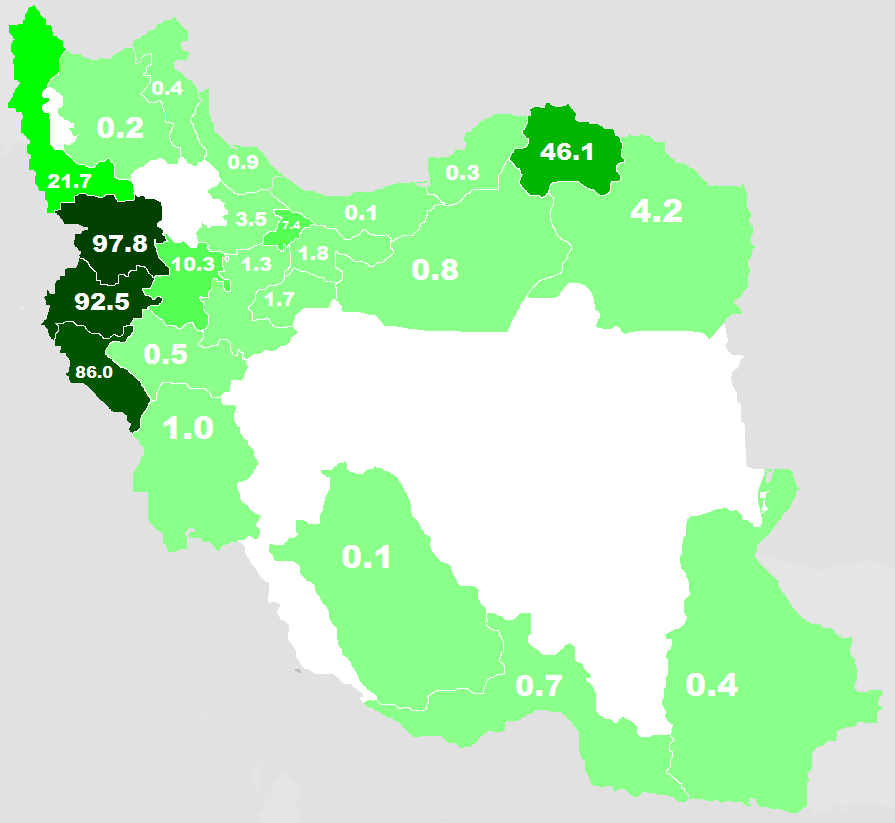
پراکنش مردم کرد در ایران بر اساس استان‌ها

## آثار تاریخی

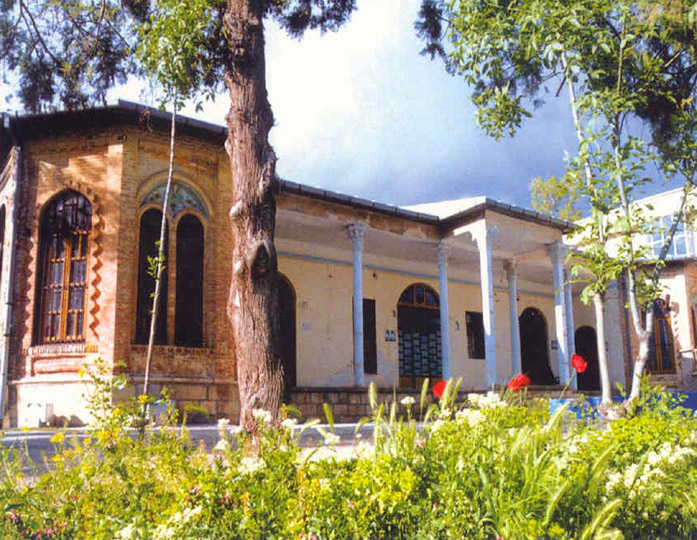
کاخ فلاحتی

## گردشگری

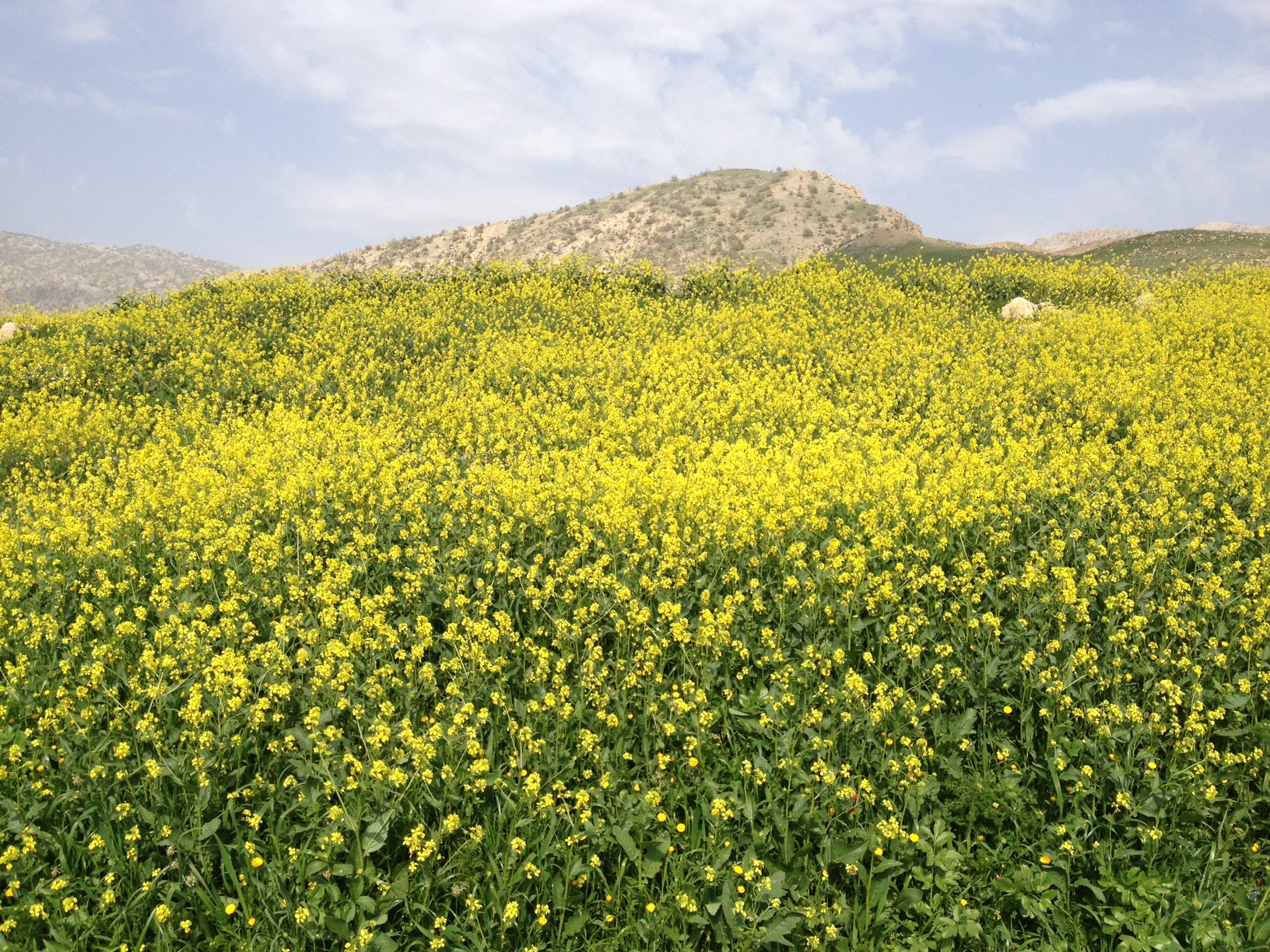
منطقه بولی در استان ایلام